# Economia Turciei
Turcia a înregistrat în ultimele 4 decenii o creștere remarcabilă din punct de vedere economic. Industria energetică este reprezentată îndeosebi prin industria cărbunilor (mai ales lignit si huilă), localizată în nord-vestul Anatoliei. Energia electrica se obține în cadrul hidrocentralelor și termocentralelor.
Turcia este ca mărire a 15 a GDP-PPP a lumii, și a 17 a NGDP. Țara este un membru fondator a OECD și G-20 a economiei majore. În timpul primelor 6 decenii a republicii, între 1923 și 1983, Turcia a aderat mai ales la o abordare cvasi-statistică cu planificări strict ale guvernului a bugetului și guvernul-impune limite pe participarea sectorului privat, comerț străin, debit cu valută striăină, investiție directă străină. Totuși, începând din 1983, Turcia a început o serie de reforme care au fost inițiate de prim ministrul Turgut Ozal și proiectate să schimbe economia din statistici, sistem izolat la un sector privat; model bezat pe piață. Reformele impulsionează creșterea rapidă; dar această creștere a fost punctată de recesiunile mari și crizele financiare în 1994, 1999(urmând cutremurul din acel an) și 2001, rezultând o medie de 4% GDP creștere/an între 1981 și 2003. Lipsa reformelor fiscale suplimentare, combinate cu deficitele unui sector public mare și în creștere și corupția pe scară largă, rezultată din inflația mare, un sector bancar slab și volatilitate macroeconomică crescută.
Deoarece criza economică din 2001 și reformele inițiate de ministrul de finanțe, Kemal Derviș, inflația a scăzut la un număr cu o singură cifră, încrederea investitorului și investiția străină; și șomajul a scăzut. Previziunile IMF sunt de 6 % rata de inflație pentru Turcia în 2008. Turcia și-a deschis treptat piețele prin reformele economice reducând controalele guvernului pe comerțul străin și investiție, și privatizarea publică deținută de industrie, liberalizarea multor sectoare private și participarea străină a continuat în mijlocul dezbaterii politice.     
Rata crescut GDP din 2002 la 2007 în medie de 7,4%; care a făcut Turcia una dintre cele mai rapide creșteri economice din lume în timpul acelei perioade. Totuși, creșterea GDP a scăzut la 4,5% în 2008, și la începutul anului 2009 economia turcă a fost aectată de criza financiară globală, cu IMF pronozând o recesiune globală de 5,1% pentru anul 2009; comparată cu estimarea guvernului turc de 3,6%. Economia turcă devine dependentă de industrie în majoritatea orașelor, mai ales concentrate în provincia vestică a țării, și mai puțin pe agricultură, totuși, agricultura tradițională rămâne un stâlp pentru economia turcă. În 2007, sectorul agricol reprezintă 8,9 % din GDP, în timp ce sectorul industrial reprezintă 30,8% și sectorul servicii reprezintă 59,3%. Totuși, agricultura reprezintă 27,3% din forță de muncă. Potrivit datei Eurostat, PPS GDP turcesc a fost 45% din media UE în 2008.
Sectorul turismului a experimentat rapid creșterea în ultimii 20 ani, și constituie o parte importantă a economiei. În 2008, au fost 30.927.192 vizitatori în țară, care au contribuit cu 21,9 miliarde dolari la veniturile Turciei.
Alte sectoare ale economiei turce sunt: bancare, construcție, tehnică casnică, electronice, textile, rafinarea uleiului, produsele petrochimice, minerit, fier și oțel,ind. de mașini și auto. Turcia are o industrie auto mare și în creștere, care aprodus 1147110 vehicule în 2008; pe locul 6 ca producător în Europa (după Marea Britanie și înaintea Italiei), și al 15 lea în lume. Turcia este de asemenea una din națiunile care conduc construcțiile navale; în 2007 țara s-a situat pe locul 4 în lume (după China, Coreea de Sud și Japoniei) în ceea ce privește nr navelor comandate; și pe locul 4 în lume (după Italia, SUA și Canada) în ceea ce privește nr mega-iahturilor comandate.
În ultimii ani, inflația mare a fost controlată, și aceasta a condus la lansarea unei valute noi, lira nouă turcă; pe 1 ianuarie 2005, a întărit achiziția reformelor economice.
În 1 ianuarie 2009, lira noă turcească a fost redenumită încă o dată ca Liră Turcească, cu introducerea unor noi bancnote și monezi. Ca rezultat al continuării reformelor economice inflația a scăzut la 8,2% în 2005, și rata șomajului la 10,3%. În 2004 s-a estimat că 46,2% din totalul de venituri disponibile a fost de 20% pentru veniturile salariale de top, mai puțin de 20% au primit 6%.
După ani de nivele scăzute a FDI, Turcia a avut succes atrăgând 21,9 miliarde dolari în FDI în 2007 și s-a așteptat să atragă figuri înalte în anii următori. O serie de privatizări mari, stabilitatea promovată de negocierile aderării la UE a Turciei, creștere puternică și stabilă, schimbări în sect. bancar și în telecomunicații, toate au contribuit la nașterea investiției străine.

## Agricultura
Agricultură reprezintă 8% din PIB-ul Turciei, aproximativ 25% din populație fiind angrenată în această ramură de activitate.
Exporturile anuale de produse agricole și derivate prin procesare depășesc 10 miliarde dolari.
Turcia e al 7-lea mare producător mondial de legume-fructe.
Producția anuală de legume-fructe a Turciei e de 47 milioane tone.
Statul turc este cel mai mare producător mondial de cireșe, caise, smochine, rodii, gutui și rodii, e al doilea mare producător mondial de pepeni verzi, pepeni galbeni, vișine, castraveți și năut, al treilea mare producător din lume de roșii, vinete, ardei gras, linte și fistic, și al patrulea mare producător de căpșune, ceapă și măsline.

## Energie
În anul 2008, peste 90% din necesarul de combustibili al Turciei a provenit din afara țări.
Turcia susține un proiect de oleoduct între porturile sale, Samsun de la Marea Neagră, și Ceyhan de la Mediterana, care servește deja drept terminal pentru oleoductele care aduc petrol azer și irakian.

## Comerț exterior
Turcia a profitat de o uniune vamală cu UE, semnată în 1995 pentru a-și crește producția industrială destinată exportului, în același timp beneficiind de investițiile străine de la UE în țară. În 2007 exporturile au atins 115,3 miliarde dolari. Totuși, importuri mari care s-au ridicat la 162,1 miliarde dolari în 2007, a amenințat balanța de schimb. Exporturile Turciei s-au ridicat la 141,8 miliarde dolari în 2008, în timp ce importurile s-au ridicat la 204,8 miliarde dolari. 
Din 2003, Rusia este primul partener comercial al Turciei, cu schimburi de 38 de miliarde de dolari în 2007.
Sute de firme turcești operează în Rusia, circa două milioane de ruși vin anual în Turcia (un milion conform altei estimări), iar Rusia asigură, prin Blue Stream, 65% din necesarul de gaz al Turciei.